# Baturinggit
Baturinggit is een bestuurslaag in het regentschap Karangasem van de provincie Bali, Indonesië. Baturinggit telt 3188 inwoners (volkstelling 2010).